# أحمد كامل جعفر
أحمد كامل جعفر (27 أغسطس 1937 - 3 أبريل 2021) سياسي ودبلوماسي ماليزي.

## السيرة الشخصية
ولد جعفر في منطقة كوليم ودرس في كلية الملايو كوالا كانغسار وجامعة مالايا. شغل منصب الأمين العام لوزارة الخارجية من أبريل 1989 إلى أغسطس 1996، وكان سفيرا لماليزيا في سويسرا والصين واليابان وتايلاند. ثم شغل منصب المبعوث الخاص لرئيس الوزراء إلى حركة عدم الانحياز، حيث كان يحظى باحترام كبير بسبب إتقانه للغة الإنجليزية.
في 30 مارس 2011 تم عرض معرض لوحات لسفراء ماليزيا في المعرض الوطني للفنون البصرية في كوالالمبور، والذي تضمن أعمالا يملكها جعفر.
توفي أحمد كامل جعفر في 3 أبريل 2021 عن عمر يناهز 83 عامًا.

## الجوائز
- كيساتريا مانجكو نيجارا (1975).
- رفيق وسام المدافع عن المملكة المتحدة (1980).
- دارجا داتو بادوكا كورا سي مانجا كيني (1982).
- داتو سيتيا ديراجا كيدا (1988).
- دارجا بانجليما سيتيا ديراجا (1989).
- بانجليما سيتيا ماهكوتا (1992).
- وسام الفيل الأبيض (1998).
- جراند كوردون وسام الشمس المشرقة (1998).
- قائد وسام جوقة الشرف (1999).[7]